# Suat Arslanboğa
Suat Arslanboğa  (* 4. Juni 1978 in Malatya) ist ein türkischer Fußballschiedsrichter.

## Karriere
Arslanboğa legte im Jahr 1996 im Alter von 18 Jahren seine Schiedsrichterprüfung in seiner Geburtsstadt Malatya ab.
Sein Debüt in der höchsten türkischen Fußballliga, der Süper Lig, gab er am 6. Oktober 2007. Arslanboğa leitete die Begegnung Bursaspor – Hacettepespor.
Aufgrund von schwachen Leistungen in der Süper-Lig-Saison 2013/14 stieg er in die TFF 1. Lig ab. Zur Saison 2015/16 stieg er wieder in die erste Liga auf.

## Privates
Im Jahr 1987, also im Alter von neun Jahren, begann Arslanboğa in der Jugend von Malatyaspor mit dem Fußballspielen. Aufgrund einer Knieverletzung spielte er dort nur wenige Jahre und widmete sich danach der Schiedsrichterei.
Er absolvierte seine Schullaufbahn in seiner Geburtsstadt Malatya und zog anschließend nach Kayseri, wo er eine Ausbildung zum Sportlehrer machte.
Arslanboğa hat insgesamt drei Geschwister, zwei Schwestern und einen Bruder. Sein Bruder Ruhi war ebenfalls Fußballschiedsrichter bis zur TFF 2. Lig.